# Chloridolum viride
Chloridolum viride là một loài bọ cánh cứng trong họ Cerambycidae.